# Jagdschloss Rehefeld

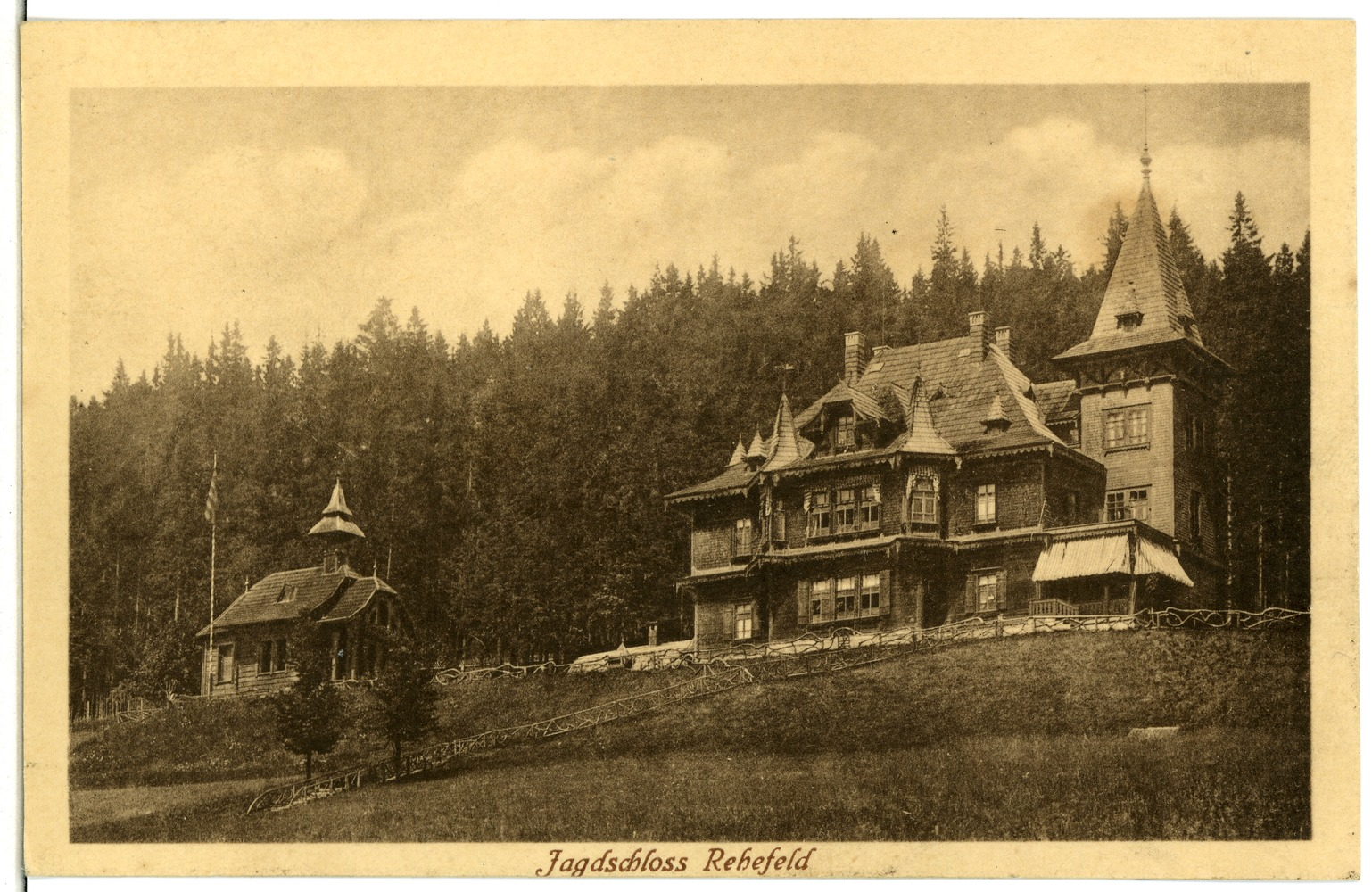
Ansicht 1902

Das Jagdschloss Rehefeld liegt im Ortsteil Rehefeld-Zaunhaus der Stadt Altenberg im Erzgebirge im Freistaat Sachsen (Deutschland).

## Geschichte

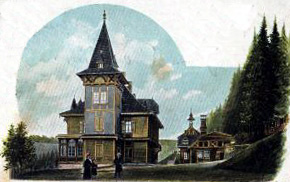
Ansicht um 1910

Das Jagdschloss war das Geschenk der sächsischen Kronprinzessin Carola an ihren Ehemann, den Kronprinzen Albert. 1870 kaufte Carola vom Staatsfiskus in Rehefeld ein Gelände von rund 5000 Quadratmetern. Die Markgräfliche Verwaltung in Dresden gab den Wert des Grundstücks mit 36.960 Mark an. Während des Krieges 1870/71 ließ die Kronprinzessin auf diesem Gelände ein Jagdschloss mit Kavalierhaus und Nebengebäuden errichten und schenkte dieses Jagdschloss ihrem aus dem Felde heimkehrenden Gemahl. Am 19. Juli 1873 übertrug Carola das Grundstück auf ihren Ehemann Albert. Im Laufe der 1880er Jahre wurden noch einige weitere Parzellen dazu erworben, sodass das Grundstück auf eine Größe von 6700 Quadratmetern mit einem Brandkassenwert von 76.000 Mark anstieg.
1924 verkaufte Friedrich August von Sachsen das Jagdschloss für 72.000 Mark zuzüglich 6650 Mark für Mobiliar und Nebengebäude an die „Schwerter-Genossenschaft“. Diese Nebenorganisation der Dresdner Freimaurerloge Zu den drei Schwertern baute das Jagdschloss zu einem Erholungsheim für ihre Mitglieder um und richtete ein Konferenzzentrum ein. Es wurde ein Speisesaal mit Küche angefügt. Weiterhin wurden auf Kosten der Loge Elektrizität, Zentralheizung und Entwässerung installiert. Insgesamt beliefen sich die Investitionen der Schwerter-Genossenschaft auf 87.000 Mark.

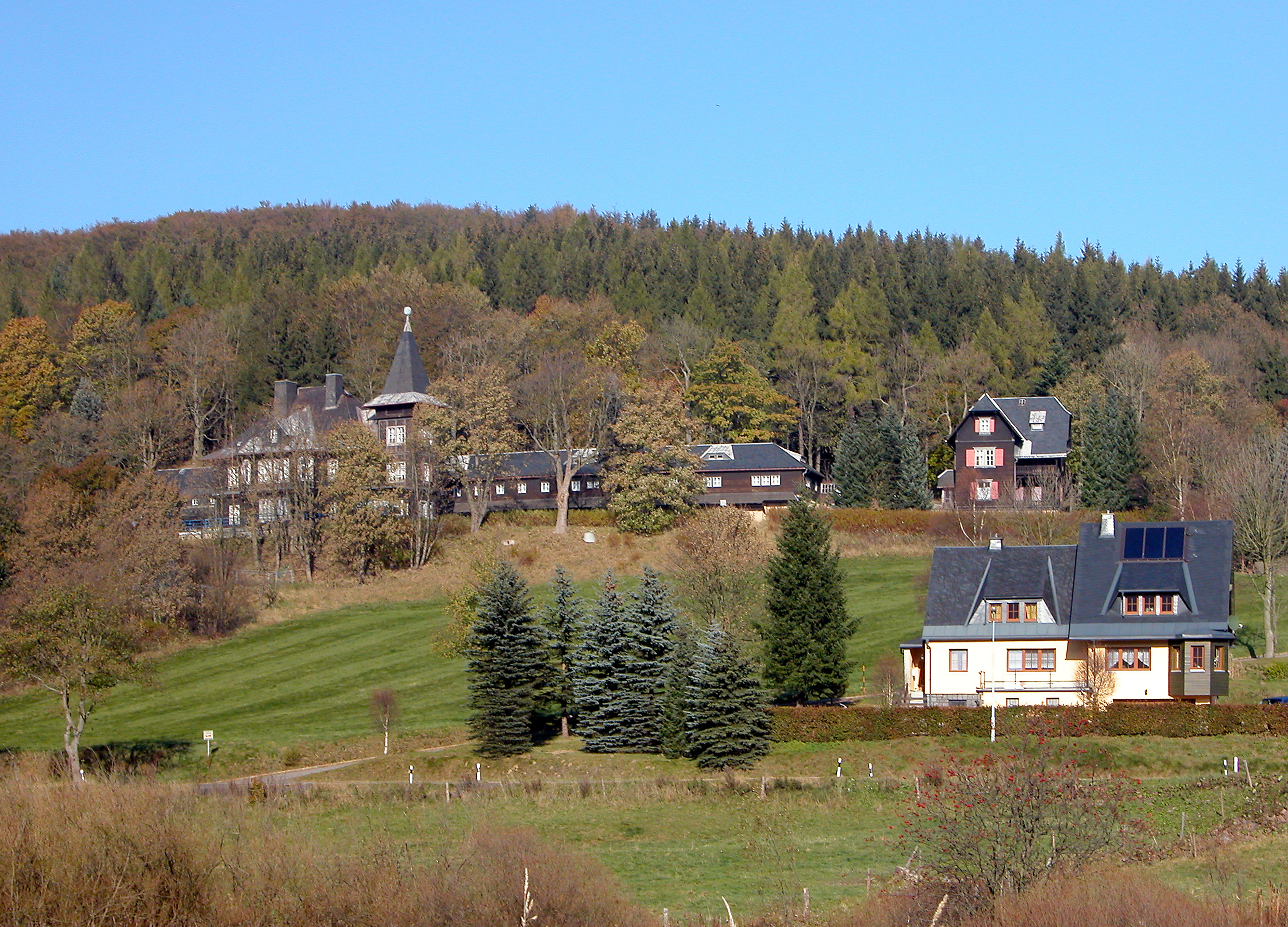
Ansicht 2011

Durch die logenfeindliche Haltung der Nationalsozialisten sah sich die Dresdner Freimaurerloge Zu den drei Schwertern 1933 gezwungen, das Jagdschloss an die Frontkämpferorganisation Stahlhelm zu verpachten. Diese betrieb das Jagdschloss als Frontkämpferheim „Stahlhelm“ unter der Leitung des Geschäftsführers Walter.
Am 31. Juli 1935 wurde die Dresdner Freimaurerloge Zu den drei Schwertern vom NS-Regime verboten. Die Schwerter-Genossenschaft sah sich daraufhin gezwungen, der Familie von Sachsen das Jagdschloss zum Rückkauf anzubieten. Am 1. Oktober 1935 kaufte Prinz Friedrich Christian von Sachsen das Jagdschloss für 65.000 Reichsmark zuzüglich 15.000 Reichsmark für Mobiliar weit unter dem tatsächlichen Wert zurück.
Ab 1935 betrieb der neue Schlossherr Prinz Friedrich Christian von Sachsen das Jagdschloss zunächst als Pension. Die Leitung des Pensionsbetriebs beließ die Familie von Sachsen in den Händen des Geschäftsführers Walter, der bereits das Frontkämpferheim für den Stahlhelm geleitet hatte.

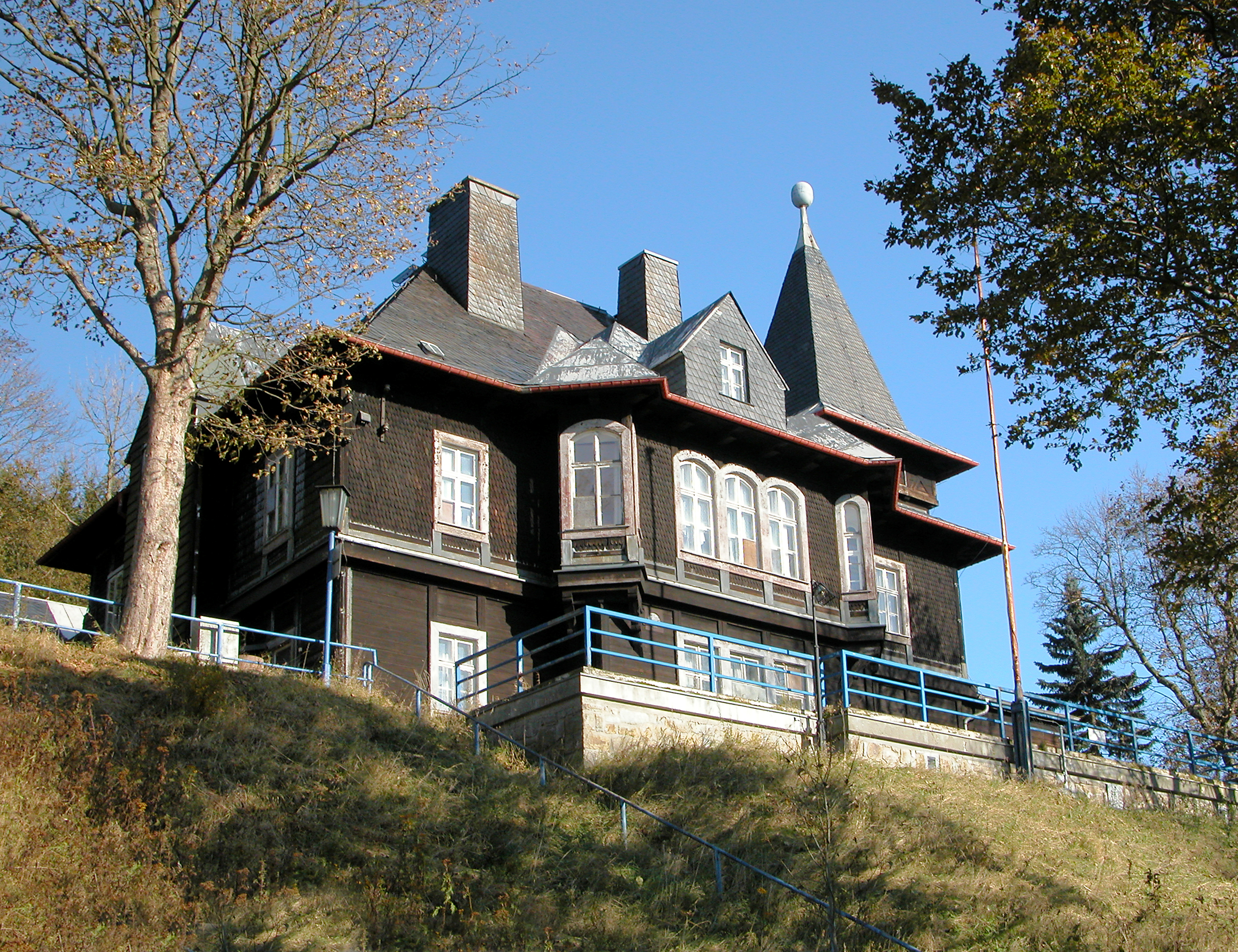
Ansicht 2011

1936 entwickelte Prinz Friedrich Christian von Sachsen den Plan, das Jagdschloss in ein exklusives Jagdhotel umzuwandeln. Um zu erproben, ob dieser Plan wirtschaftlich lohnend sei, wurde im Herbst 1936 vor den im Februar 1937 stattfindenden Deutschen Skimeisterschaften in Altenberg ein Teilumbau des Jagdschlosses durchgeführt. Dabei wurden drei Gasträume im vorderen Teil des Jagdschlosses als Gesellschaftsräume hergerichtet sowie sechs Zimmer des Kavalierhauses als Gästezimmer ausgebaut. Der Erfolg übertraf die Erwartungen. Zahlreiche bekannte Führungskader der Nationalsozialisten und der Wehrmacht strömten während der Skimeisterschaften 1937 ins Jagdschloss und der Umsatz in den Monaten Januar und Februar 1937 war beachtlich.
Daraufhin entschloss sich Prinz Friedrich Christian von Sachsen zum vollständigen Umbau des Jagdschlosses nach den Plänen des Architekten Ulrich und des Kunstmalers Heinrich Bickel aus Garmisch. Nach vier Monaten Umbau wurde das Jagdschloss am 28. Juli 1937 als exklusives Jagdhotel wiedereröffnet. Zu den Gästen zählen zahlreiche Prominente, Angehörige des europäischen Hochadels und Führungskader der Nationalsozialisten, darunter Otto Meißner, Gretl Theimer, Harry Piel, der Dresdner Oberbürgermeister Ernst Zörner, Lída Baarová, Wolf Neumeister, Wolfram Humperdinck, Ruth Eweler, Peter Igelhoff, Prinz Friedrich von Hohenzollern und Prinzessin Ileana von Rumänien. Der Betrieb des Jagdschlosses wurde zunächst weiterhin in den Händen des bisherigen Geschäftsführers Walter belassen. In Anbetracht der hohen Investitionskosten wurde ihm jedoch ein Vertrauensmann der markgräflichen Verwaltung als Direktor zugeteilt. Die Zusammenarbeit der beiden war von Anfang an konfliktreich und es kam zu erheblichen Spannungen, die im Dezember 1937 eskalierten. Am 31. Dezember 1937 kündigte Prinz Friedrich Christian von Sachsen inmitten der winterlichen Hochsaison und bei vollem Haus den Pachtvertrag von Walter sowie den Anstellungsvertrag des Direktors Meinert fristlos. Daraufhin übernahmen zunächst Dr. Schmid und der Verwalter Poeschmann von der Markgräflichen Verwaltung provisorisch die Leitung.
Am 5. Februar 1938 wurde die Jagdschloss Rehefeld-Hotel-Betriebs-GmbH gegründet, mit ihr ein Pachtvertrag abgeschlossen und die Leitung einem neuen Direktor übertragen. Unter der neuen Leitung blühte der Hotelbetrieb weiter auf.
Am 6. Februar 1942 erfolgte die Beschlagnahme des Jagdschlosses durch die Wehrmachtsinspektion IV in Dresden als Reservelazarett für 120 Verwundete, da durch den Winterfeldzug in Russland schnell umfangreiche neue Lazarettkapazitäten geschaffen werden mussten. Der Direktor sowie das meiste Personal des Jagdschlosses wurden für Dienstleistungen im Lazarett dienstverpflichtet.
Nach der Enteignung 1945 diente das Jagdschloss als Ferienheim und seit der Wende als Fortbildungs- und Tagungsstätte der Landes-Polizeischule Sachsen (heute Aus- und Fortbildungsinstitut der Polizei Sachsen, mit Sitz in Bautzen). Zum 1. Januar 2003 übernahm das Staatliche Liegenschaftsamt Sachsen das Jagdschloss und bot es zum Verkauf an. Seither stand der Gebäudekomplex leer und verfiel zunehmend. Lange stand das Gelände vergeblich zum Verkauf.
Im April 2012 wurde das Schloss überraschend an einen Radebeuler Privatmann verkauft, dessen Absichten für das Schlossgebäude, den um 1930 angebauten Verbindungsbau und die Garagen sowie ein ebenfalls in dieser Zeit entstandenes zweistöckiges Wohnhaus am Eingang noch nicht bekannt sind.

## Architektur
Das malerische, hoch über dem rechten Ufer der Wilden Weißeritz am Waldrand gelegene Jagdschloss wurde bis in das 20. Jahrhundert hinein für Jagdzwecke genutzt.
Es handelt sich um ein zweieinhalbgeschossiges Gebäude mit rechteckigem Grundriss und Walmdach, dem an einer Schmalseite ein dreigeschossiger Turm mit spitzem Pyramidenhelm angefügt ist. Die dem Tal zugewandte Längsseite ist als Hauptansicht des Schlosses durch einen mittigen Risalit akzentuiert, der im Obergeschoss von zwei kleinen rechteckigen, diagonal auf seine Kanten gesetzten Erkern flankiert wird. Die Erker tragen ebenfalls spitze Pyramidenhelme, zwischen denen ein Dachhaus mit Schopfwalmdach und Sprengwerk zur Betonung der Mittelachse beiträgt.
Das Erdgeschoss beherbergte ursprünglich einen Speisesaal und das orientalisch tapezierte Rauchzimmer. Im Obergeschoss befanden sich das Empfangszimmer und das Kabinett der Kronprinzessin und späteren Königin.
Im Schloss waren mehrere Geschenke ausgestellt, die das kinderlose Paar Carola und Albert zu ihrer Silberhochzeit 1878 erhalten hatte, darunter mehrere wertvolle Bilder. Die zum Jagdschloss gehörige kleine Kapelle wurde erst 1879 nach Plänen einer Kunstanstalt aus München errichtet. Bei Abwesenheit des Königspaares konnte das Jagdschloss durch die Bevölkerung gegen Entrichtung eines Trinkgeldes besichtigt werden.